# 星球大戰系列電子遊戲列表
本列表列出星球大戰曾經推出過的電子遊戲系列作品。
但2012年迪士尼收購盧卡斯影業後，在2014年4月25日正式宣布之前出版的所有小說、漫畫及遊戲等衍生作品不再具有正史地位，現今這些皆被降級為傳說，之後由漫威出版的作品才算正史。

## 與電影相關的遊戲系列

### 星際大戰首部曲：威脅潛伏
- 星球大戰前傳：魅影危機（1999）（Windows，PlayStation）
- 星球大戰前傳：絕地力量戰鬥（2000）（PlayStation，Sega Dreamcast，Game Boy Advance）
- 星球大戰：那卜星戰鬥（2000）（Nintendo 64, Windows）
- 星球大戰前傳：歐比王的冒險（2000）（Game Boy Color）
- 星球大戰：歐比王（2001）（Xbox）

### 星際大戰二部曲：複製人全面進攻
- 星球大戰：新軍隊（2002）（Game Boy Advance）
- 星球大戰前傳II：複製人侵略（2002）（Game Boy Advance）

### 星際大戰三部曲：西斯大帝的復仇
- 星球大戰前傳III：黑帝君臨（2005）（PlayStation 2, Xbox, Nintendo DS, Game Boy Advance）
- 星球大戰：黑帝君臨（電視遊戲）（2005）（Jakks Pacific TV Game）
  - 星球大戰超級GameKey（2006）（Jakks Pacific GameKey擴展包）

### 星際大戰四部曲：曙光乍現
- 星球大戰（1983年版）（1983）（Arcade, Atari 2600, Colecovision Atari 5200, Atari 8-bit family, Amiga, Atari ST, Amstrad CPC, Acorn Electron, BBC Micro, ZX Spectrum, Apple II, Apple Macintosh, Commodore 64, DOS, Nintendo GameCube）
- 星球大戰（南夢宮電子遊戲）（1987）（Famicom）
- 星球大戰（1988年版）（1988）（Nintendo Entertainment System, Sega Master System, Game Boy, Sega Game Gear）
- 星球大戰Arcade（1994）（Arcade, Sega 32X）

### 星際大戰五部曲：帝國大反擊
- 星球大戰：帝國反擊戰（Parker Bros.版）（1983）（Atari 2600, Intellivision）
- 星球大戰：帝國反擊戰（Arcade版）（1985）（Arcade, Amstrad CPC, Amiga, Atari ST, Commodore 64, ZX Spectrum）
- 星球大戰：帝國反擊戰（NES版）（1992）（NES, Game Boy）

### 星際大戰六部曲：絕地大反攻
- 星球大戰：武士復仇——依娃族冒險（Atari 2600）
- 星球大戰：武士復仇——死星戰鬥（1984）（Atari 2600, Atari 5200, ZX Spectrum）
- 星球大戰：武士復仇（1984）（Arcade, Amstrad CPC, Atari ST, Commodore 64, DOS, ZX Spectrum）

## 系列作品

### 超級星球大戰系列
- 超級星球大戰（1992）SNES
- 超級星球大戰：帝國反擊戰（1993）SNES
- 超級星球大戰：武士復仇（1994）SNES, Game Boy, Game Gear

### 叛軍進攻系列
- 星球大戰：叛軍進攻（1993）Windows, Mac, Sega CD, 3DO
- 星球大戰：叛軍進攻II——隱祕的帝國（1995）Windows, PlayStation, Mac

### 黑暗力量／絕地武士系列
（第一人称／第三人称射击游戏）
- 星球大戰：黑暗力量（1995）MS-DOS, Mac, PlayStation
- 星球大戰 絕地武士：黑暗力量II（1997）Windows
  - 星球大战 绝地武士：西斯之谜（扩展包）（1998）Windows
- 星球大战 绝地武士II：绝地放逐者（2002）Windows, Mac, Xbox, Nintendo GameCube
- 星球大戰 絕地武士III：絕地學院（2003）Windows, Mac, Xbox

### 银河战场系列
（即时战略游戏）
- 星球大战：银河战场（2001）Windows, Mac
  - 星球大战：银河战场—克隆战役（扩展包）（2002）Windows, Mac

### 义军进攻系列
- 星球大战：义军进攻 (1993) DOS, Mac, Sega CD, 3DO
- 星球大战：义军进攻 II: 隐匿的帝国 (1995) DOS, PlayStation, Microsoft Windows

### 星際戰鬥機系列
（動作／太空模仿遊戲）
- 星球大戰：星際戰鬥機（2001）Windows, PlayStation 2
  - 星球大戰：星際戰鬥機（特別版）（2001）Xbox
  - 星球大戰：星際戰鬥機(2003) Arcade
- 星球大戰：絕地星際戰鬥機（2002）Xbox, PlayStation 2

### X-Wing系列
- 星際大戰：X-WING X戰機(1993) DOS, Macintosh
  - 星際大戰：X-Wing - Imperial Pursuit(1993)（扩展包）
  - 星際大戰：X-Wing - B-WING(1993)（扩展包）
- 星際大戰：TIE 鈦戰機(1994)  DOS, Macintosh
  - 星際大戰：TIE 鈦戰機 Defender of the Empire(1994)（扩展包）
  - 星際大戰：TIE 鈦戰機 Enemies of the Empire(1995) （扩展包）
- 星際大戰 X-Wing vs. Tie Fighter 帝國生死鬥(1997) Windows
  - 星際大戰 X-Wing vs TIE Fighter - Balance of Power Campaigns(1997) （扩展包）
  - 星際大戰 X-Wing vs TIE Fighter - Flight School (1998) （扩展包）
- 星際大戰：X-Wing Alliance (1999) – Windows

### 侠盗中队系列
- 星際大戰 侠盗中队 (1998) Windows, Nintendo 64
- 星際大戰 侠盗中队 II: Rogue Leader (2001) GameCube
- 星際大戰 侠盗中队 III: Rebel Strike (2003) GameCube

### 极速飞梭系列
- 星球大战首部曲: 极速飞梭 (1999) – Windows, Mac, Dreamcast, Nintendo 64, Game Boy Color, Nintendo Switch, PlayStation 4
- 星球大战: 极速飞梭 Arcade (2000) – Arcade
- 星球大战 急速飞梭复仇 (2002) – PlayStation 2, PlayStation Store, PlayStation 4

### 银河篇
- 星球大战 银河篇（英语：Star_Wars_Galaxies）: 分裂的帝国 (2003) Windows 
  - 扩展包 光速跃迁 Jump to Lightspeed (2004)
  - 扩展包 伍基人之怒 Rage of the Wookiees (2005)
  - 扩展包 欧比旺的审判 Trials of Obi-Wan (2005)
  - 合辑包 Starter Kit (2005)
  - 合辑包 The Total Experience (2005)
  - 合辑包 The Complete Online Adventures (2006)

### 旧共和国武士系列
（角色扮演游戏）
- 星際大戰：舊共和國武士（2003）Windows, Xbox, Mac, iPhone/iPad, Android, Nintendo Switch
- 星球大战旧共和国武士II：西斯领主（2004）Windows, Xbox
- 星際大戰：舊共和國（2011）Windows
  - 扩展包 赫特卡特尔的崛起 Rise of the Hutt Cartel (2013)
  - 扩展包 银河战机 Galactic Starfighter (2014)
  - 扩展包 银河要塞 Galactic Strongholds (2014)
  - 扩展包 瑞文的阴影 Shadow of Revan (2014)
  - 扩展包 失落帝国的武士 Knights of the Fallen Empire (2015)
  - 扩展包 永恒王座的武士 Knights of the Eternal Throne (2016)
  - 扩展包 猛攻 Onslaught (2019)

### 前线系列
（第一人称／第三人称射击游戏）

#### Pandemic Studios
- 星球大战：戰場前線 (2004) PlayStation 2, Windows, Xbox, Mac
- 星球大战：戰場前線II (2005) PlayStation 2, Windows, Xbox, PlayStation Portable
- 星際大戰：戰場前線：叛逆的軍團（2007）PlayStation Portable
- 星際大戰：戰場前線：精英舰队（2009）PlayStation Portable, Nintendo DS

#### EA DICE
- 星際大戰：戰場前線（2015）PlayStation 4, Xbox One ，Windows
- 星際大戰：戰場前線II（2017）PlayStation 4, Xbox One ，Windows

### 乐高星球大战系列
（动作-冒险类游戏）
- 乐高星球大战：電子遊戲（2005）Windows, PlayStation 2, Xbox, GameCube, Game Boy Advance, Mac
- 乐高星球大战II：经典三部曲（2006）Windows, PlayStation 2, PlayStation Portable, Xbox, Xbox 360，GameCube, Nintendo DS, Game Boy Advance, Mac
- 乐高星球大战：完整的傳奇（2007）PlayStation 3，Xbox 360, Nintendo DS, Wii
- 乐高星球大战III：複製人戰爭（2011）Windows, Nintendo 3DS, PlayStation 3, PlayStation Portable, Xbox 360, Wii, Nintendo DS
- 樂高星球大戰：原力覺醒 (2016) IOS、Microsoft Windows、Nintendo 3DS、OS X、PlayStation 3、PlayStation 4、PlayStation Vita、Wii U、Xbox 360、Xbox One
- 樂高星球大戰：天行者傳奇（英语：Lego Star Wars: The Skywalker Saga） (2022) Windows、Nintendo Switch、PlayStation 4、PlayStation 5、Xbox One、Xbox Series X/S

### 愤怒的小鸟系列
- 愤怒的小鸟星球大战（2013）iOS、Andriod、Windows
- 愤怒的小鸟星球大战2 （2013）iOS、Andriod、Windows

### 帝国战争系列
（即时战略游戏）
- 星球大战帝国战争（2006）Windows, Mac OS X
  - 星球大战帝国战争 堕落之军（扩展包）（2006）Windows 
    - 星球大战帝国战争：黃金包装（游戏主体加扩展包）（2007）Windows

### 原力釋放系列
- 星球大戰：原力釋放 （2008） Windows , PlayStation 2 , Xbox 360 , iOS , Wii ,PlayStation Portable , Nintendo DS , Mac , N-Gage
- 星球大戰：原力釋放 II （2010）Windows , PlayStation 3 , Xbox 360 , iOS , Wii , Nintendo DS

### 複製人戰爭动画系列
- 星球大戰: 複製人戰爭 – 光剑对决 (2008) – Wii
- 星球大戰: 複製人戰爭 – 绝地同盟 (2008) – Nintendo DS
- 星球大戰: 複製人戰爭 – 共和国英雄 (2009) – Windows, PlayStation 2, Nintendo DS, PlayStation Portable, Xbox 360, PlayStation 3, Wii
- 克隆人战争大冒险 (2010) – Windows, Mac

### 絕地系列
- (2019) – PlayStation 4, Xbox One, Windows
- 星際大戰 絕地：倖存者（2023）– PlayStation 5, Xbox series X/S, Windows